# 1988年香港
|        | 香港歷史 \| 香港歷史年表                                                                                                   |
| 世紀： | 19世紀香港 \| 20世紀香港 \| 21世紀香港                                                                                     |
| 年代： | 1950年代香港 \| 1960年代香港 \| 1970年代香港 \| 1980年代香港 \| 1990年代香港 \| 2000年代香港 \| 2010年代香港               |
| 年份： | 1984年香港 \| 1985年香港 \| 1986年香港 \| 1987年香港 \| 1988年香港 \| 1989年香港 \| 1990年香港 \| 1991年香港 \| 1992年香港 |
| 紀年： | 戊辰年（龙年）、香港開埠147周年、香港重光43周年                                                                            |

## 政府

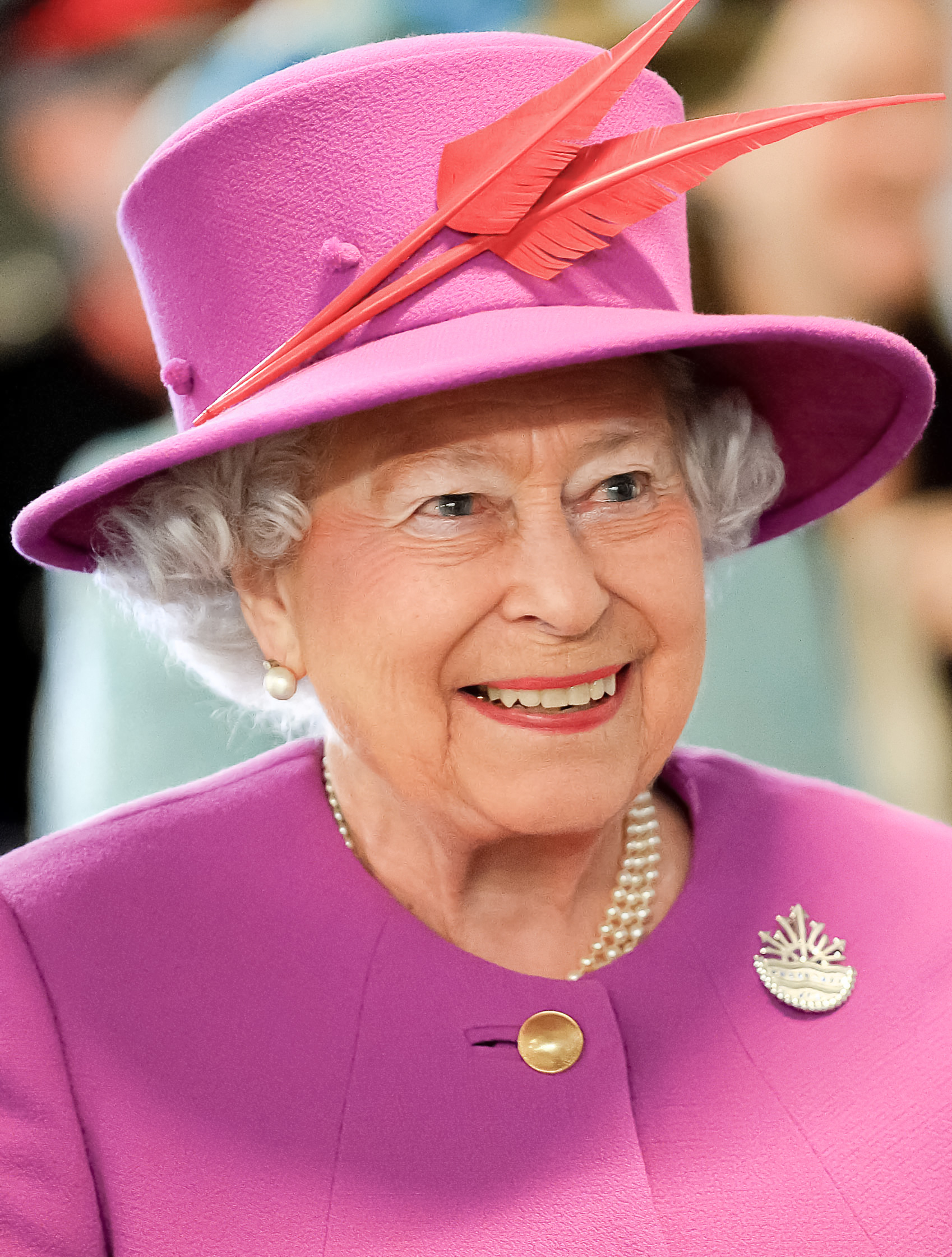
英国君主：伊丽莎白二世
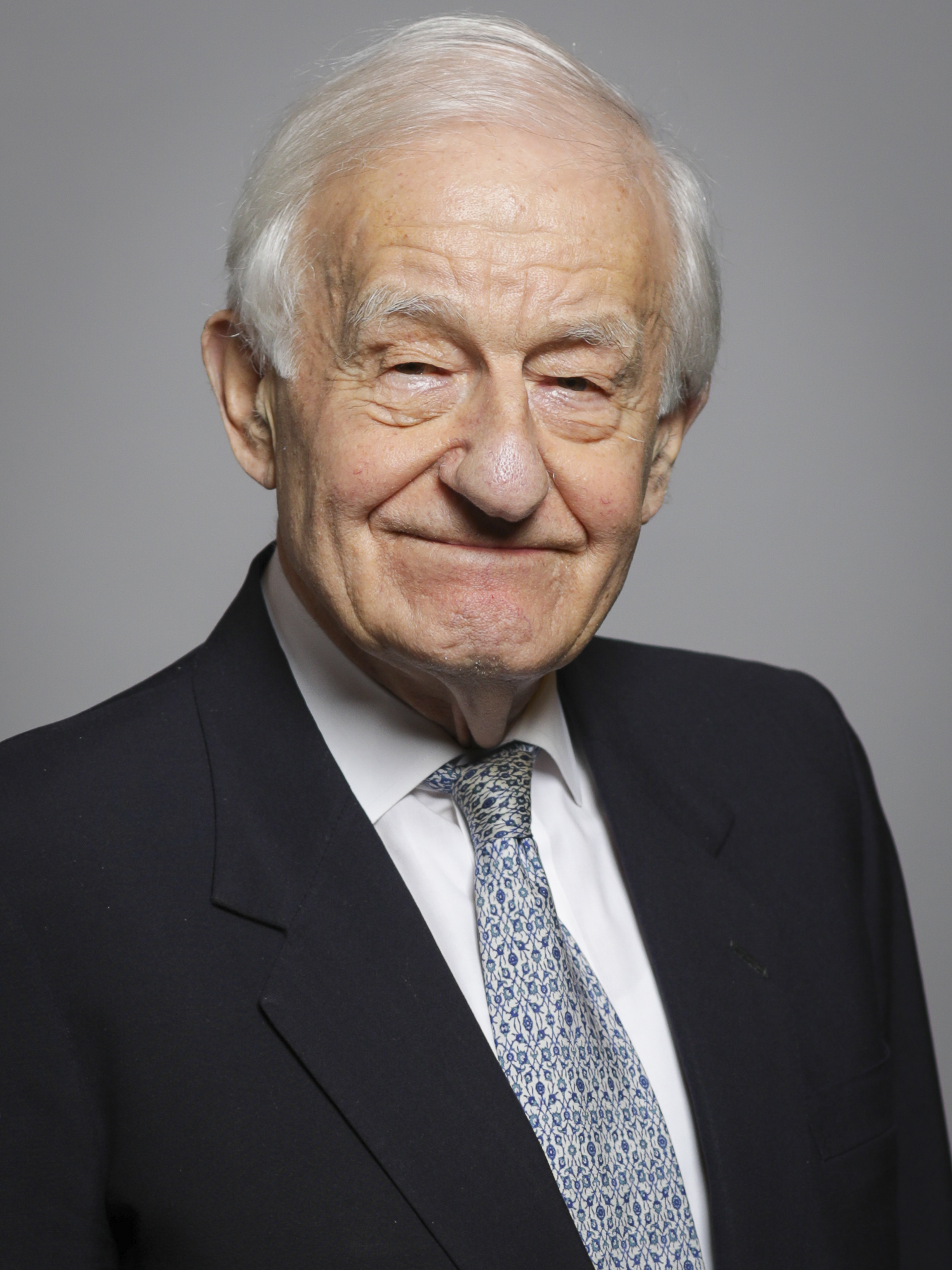
香港總督：衛奕信

## 大事記

### 1月
- 1月1日：葵興邨因26座問題公屋醜聞而被分期拆卸，成為整體重建計劃下首個被拆卸的屋邨。
- 1月2日：廉政公署拘捕香港聯合交易所多名高層，包括前主席李福兆。
- 1月11日：圓洲角臨時房屋區四級火，千餘居民疏散。
- 1月13日：紅磡火車站一部扶手電梯突然倒後向下行，導致7人受傷。[1]
- 1月14日：晚上七時許，一輛行走40線的利蘭奧林比安（S3BL88，車牌號碼DM1355）在葵涌道及葵安路交界與的士相撞後，再衝向對面行車線撞向一輛貨車，造成貨車司機死亡，15人受傷。
- 1月24日：黃大仙下元嶺村木屋區發生四級大火。
- 1月25日：協和書院中一男生潘曉輝在陸運會被同學擲出的標槍插中頭顱，重傷昏迷23日後，奇蹟蘇醒而且逐漸康復。意外後教育署制訂嚴格標槍安全指引。

### 2月
- 2月1日：香港科學館動工興建。
- 2月22日：康怡花園烹夫案
- 2月27日：一名指壓女郎在山東街18號廣榮樓被殺，屍體分成三袋，頭、四肢皆被切斷，棄置渡船街油麻地避風塘，屍體3月2日浮到青衣島以西海面。

### 3月
- 3月4日：政府宣佈將實行電影三級制，戲院第三級電影只限18歲或以上人士進場觀看。[2]
- 3月10日：香港舉行區議會選舉。
- 3月11日：廉政公署拘控公屋醜聞被告，並被法官判處入獄2年9月和罰款32萬5000元。
- 3月17日：香港公園動工興建。

### 4月
- 太古廣場二期及觀塘繞道動工興建。
- 4月10日晚上：第七届香港电影金像奖在香港演艺学院歌剧院举行。
- 4月16日：旺角景福珠寶金行發生持械行劫案，1死1傷。[3]
- 4月22日：
  - 元朗安老院院友被毆斃案。
  - 無綫電視因電視劇誓不低頭暴力血腥鏡頭被判罰款2萬元。

### 5月
- 5月1日：
  - 觀塘瑞和街街市及九龍城街市啓用。[4]
  - 大老山隧道動工興建。
- 5月11日：赤柱聖士提反書院校工浮屍化糞池。[5]
- 5月12日：慈雲山第17座謀殺案。

### 6月
- 新田公路首期動工興建。
- 6月1日：銅鑼灣狂漢酒後失常斬殺案。
- 6月4日：一列九廣鐵路南行貨運列車在大學站以北（現白石角）出軌，需分開紅磡至火炭及大埔至羅湖行駛，出事路段在1995年拉直。由於當日狮子山隧道有貨櫃車意外，影響北行路面，當日黃昏數千市民爭相乘坐九廣鐵路火炭至大埔接駁巴士。
- 6月5日：長沙灣一染廠四級火，焚燒11小時，1死4傷。
- 6月12日：旺角洗衣街90號偉基大廈血案1死。[6]
- 6月13日：1名交通警於吐露港公路追截電單車時失事，被尾隨重型貨車輾斃。[7]
- 6月16日：香港政府開始對抵港的越南船民，實施「甄別政策」（该政策亦开始通过电台播发）。
- 6月23日：柴灣興民邨民澤樓兄妹死傷案。
- 6月30日：香港首宗雙頭男嬰在九龍醫院出生。[8]

### 7月
- 大磡村寮屋區因大老山隧道工程被房屋署清拆。
- 7月3日：筲箕灣景輝大廈姦殺案。
- 7月7日：旺角砵蘭街公園失業狂漢殺子案。
- 7月14日：1名警員在石澳進行體能訓練時遇溺死亡。[9]
- 7月25日：輕便鐵路一輛列車在青山公路試車時，由於輕鐵車長衝紅燈，於元朗田廈路平交道與一輛客貨車相撞，造成客貨車上一名8歲男童死亡；在此致命車禍前，輕鐵已發生18宗交通意外，意外後被政府勒令停止試車，通車日期亦由當年原訂的8月8日推遲至9月18日。

### 8月
- 8月1日：香港科技大學首期動工興建。
- 8月5日：爭奪1988年漢城奧運轉播權官司，亞視被英國樞密院判處敗訴，要和無綫電視分享播映權。
- 8月8日：中銀大廈舉行平頂儀式。
- 8月12日：深水埗黃竹街五十四號二樓一單位發生兇殺案。
- 8月31日，一班由廣州舊白雲機場前往香港啟德機場的航班於降落啟德機場時失事墜海，造成7死14傷。[10]

### 9月
- 9月8日：市政局轄下香港藝術館尖沙咀新址動工興建。
- 9月18日，屯門輕便鐵路系統第一期正式通車。[11]
- 9月22日，香港舉行第二次立法局間接選舉，但並沒有任何直接選舉議席。

### 10月
- 10月1日：一輛行走87A線的利蘭奧林比安（S3BL36，車牌號碼DK9913）在南昌街與長沙灣道交界因交通燈失靈，撞向一輛行走41線的利蘭勝利二型（G8，車牌號碼BZ9780），41線巴士其後撞向附近一間商店，導致21人受傷。[12]
- 10月11日：
  - 一輛行走5B的巴士於皇后大道西因閃避途人，撞入485號的一間禮服店，造成6人受傷，該巴士於事發前2個月內，曾在2宗車禍中導致2人死亡。
  - 一輛行走59A線的利蘭勝利二型（G390，車牌號碼CT279）在長沙灣道香港紗廠大廈外停站落客時，被一輛運載布疋的貨車撞及車尾，貨車司機送院途中證實死亡。
- 10月21日：油麻地瘋漢殺人案。同日，無綫電視位於邵氏片場的新總部啟用，而廣播道舊址由新聞部接管，進入「一台兩址」的過渡期。
- 10月23日：沙田溜冰場命案，1名23歲越南青年被6人圍毆致死。[13]
- 10月29日：一輛行走11B線的丹拿珍寶DMS（2D71，車牌號碼CP2484）在太子道東坪石邨埋站時疑因腳掣失靈，撞向前面一輛行走2A線的丹尼士喝采（N294，車牌號碼CR3615），造成12人受傷。
- 本月：政府成立臨時醫院管理局。

### 11月
- 11月10日：首代《電影分級制度》正式生效。
- 11月19日：基本法起草委員會會議上，政制小組港方召集人查良鏞與查濟民提出《政制協調方案》（雙查方案），方案引來極大迴響，爭取民主的團體猛烈抨擊方案過份保守，有關內容大致被採納為《基本法》最終定稿[14]。

### 12月
- 12月2日：香港中文大学四千師生因改大學學制罷課集會。[15]
- 12月6日：筲箕灣明華大廈便利店兇殺案1死1傷。[16]
- 政府宣佈醫院管理局在1991年接管全港公立醫院。

### 節慶
下列節慶，如無註明，均是香港的公眾假期，同時亦是法定假日（俗稱勞工假期）。有 # 號者，不是公眾假期或法定假日（除非適逢星期日或其它假期），但在商業炒作下，市面上有一定節慶氣氛，傳媒亦對其活動有所報導。詳情可參看香港節日與公眾假期。
- 1月1日（星期五）：元旦
- 2月17日（星期三）：農曆年初一
- 2月18日（星期四）：農曆年初二
- 2月19日（星期五）：農曆年初三
- 4月1日（星期五）：耶穌受難節（是公眾假期，但不是法定假日）
- 4月2日（星期六）：耶穌受難節翌日（是公眾假期，但不是法定假日）
- 4月4日（星期一）：兒童節 #、復活節星期一（是公眾假期，但不是法定假日）及清明節
- 4月5日（星期二）：清明節翌日（補4月4日）
- 6月11日（星期六）：英女皇壽辰（是公眾假期，但不是法定假日）
- 6月13日（星期一）：英女皇壽辰後第一個星期一（是公眾假期，但不是法定假日）
- 6月18日（星期六）：端午節
- 8月27日（星期六）：8月份最後一個星期一之前一個星期六（是公眾假期，但不是法定假日）
- 8月29日（星期一）：8月份最後一個星期一為重光紀念日
- 9月25日（星期日）：中秋節 #
- 9月26日（星期一）：中秋節翌日
- 10月19日（星期三）：重陽節
- 10月31日（星期一）：萬聖夜 #
- 12月21日（星期三）：冬至（是法定假日，但不是公眾假期，根據法定假日放假的機構，或會聖誕節放假，冬至不放假。部份機構或會提早下班）
- 12月24日（星期六）：平安夜#（不是公眾假期或法定假日，但部份機構或會提早下班或放假一天）
- 12月25日（星期日）：聖誕節
- 12月26日（星期一）：聖誕節後第一個周日（根據法定假日放假的機構，或會冬至放假，聖誕節不放假）
- 12月27日（星期二）：聖誕節後第二個周日（補12月25日）（是公眾假期，但不是法定假日）
- 12月31日（星期六）：公曆除夕# （不是公眾假期或法定假日，但部份機構或會提早下班或放假一天）

## 出生人物
- 1月21日：江海迦，唱作歌星
- 2月23日：淼，無綫藝員
- 4月29日：許廷鏗，唱作歌星
- 5月27日：崔碧珈，香港藝人
- 6月22日：龍小菌，網絡唱作人
- 6月23日：梁洛施，香港女藝人、演員兼歌手
- 6月28日：朱千雪，無綫藝員
- 6月28日：林師傑，前無綫藝員，歐陽巧瑩之丈夫
- 6月29日：連詩雅，香港藝人
- 7月10日：周美欣，香港歌手
- 7月11日：裕美，香港藝人
- 7月13日：郭千瑜，無綫藝員
- 7月29日：陳瑞輝，男子音樂組合Mirror成員
- 8月3日：何廣沛，無綫藝員
- 8月13日：譚嘉儀，唱作歌星
- 8月26日：陳仕燊，Supper Moment主音歌手
- 9月27日：何天兒，香港藝人
- 10月9日：岑杏賢、香港演員
- 10月21日：劉欣宜；模特兒
- 10月28日：何浩文，香港藝人
- 11月28日：許亦妮、香港演員
- 12月21日：狄以達，香港藝人
- 12月29日：文詠珊，香港藝人
- 本年，陳浩明，巴士司機，2018年初因瘋狂駕駛釀成嚴重車禍而被判入獄

## 大型獎項

### 電視廣播有限公司獎項（1988年）
香港小姐
- 冠軍：李嘉欣
- 亞軍：陳淑蘭
- 季軍：張郁蕾
- 最上鏡小姐：陳淑蘭
- 國際親善小姐：李嘉欣
- 新秀歌唱大賽金獎（冠軍）：譚耀文
- 最受歡迎男歌手：張國榮
- 最受歡迎女歌手：梅艷芳
- 金曲金獎：《祝福》（歌手：葉蒨文）